# Peladangan
Peladangan is een bestuurslaag in het regentschap Indragiri Hulu van de provincie Riau, Indonesië. Peladangan telt 545 inwoners (volkstelling 2010).